# Елізабет Блеквелл
Елізабет Блеквелл (англ. Elizabeth Blackwell, 3 лютого 1821 — 31 травня 1910) — американська лікарка, есеїстка та піонерка фемінізму. Перша жінка, яка отримала вищу медичну освіту в США і включена в UK Medical Register.

## Біографія
Народилася в Брістолі в сім'ї Самуеля і Ганни Блеквеллів. Мала двох старших сестер, Анну і Маріан, і шістьох молодших братів і сестер — Самуеля, Генрі, Емілі, Еллен, Говарда і Джорджа. Коли Елізабет була малою, з їх родиною жили її тітки: Барбара, Енн, Люсі і Мері. Перші її спогади пов'язані з будинком по 1 Wilson Street.
Дитинство було щасливим, позитивно впливав ліберальний у вихованні, релігії і соціальних питаннях батько; наприклад, за помилки він не бив дітей, а записував в чорну книгу, і якщо там накопичувалося багато порушень, дитину відсилали на горище на час обіду. Елізабет мала гувернантку і приватних вчителів для інтелектуального розвитку, однак у підсумку вона була соціально ізольована від усіх, крім сім'ї.
У 1828 році родина переїхала на вулицю Нельсона, а в 1830, коли в Брістолі стали спалахувати заворушення, батько перевіз родину до Америки, куди вони прибули у серпні 1832 року на судні Cosmo. Батько став активним в реформістських колах, їх будинок відвідували лідери аболіціоністів, наприклад, Вільям Ллойд Гаррісон. Сім'я прийняла його ліберальні погляди і в знак протесту проти рабства відмовилася від цукру, хоча Блеквелл був його виробником. Елізабет зростала, відвідуючи антирабські ярмарки і демонстрації, що призвело до її більшої інтелектуальної та економічної незалежності.
У 1836 році родинний завод згорів. Незважаючи на відновлення, повернутися у справу вдалося лише через рік. Сім'я економила, відмовилася від прислуги, і в спробі відновити свій бізнес переїхала в Цинциннаті, штат Огайо, в 1838 році. Однією з причин для переїзду був інтерес батька до вирощування цукрових буряків, альтернативи рабської праці з вирощування цукрового очерету. Через три тижні після переїзду, 7 серпня 1838 року, батько помер від гнійного холангіту, залишивши вдову, дев'ять дітей і багато боргів.
Через фінансову необхідність сестри Ганна, Мар'ян і Елізабет відкрили школу для дівчат, The Cincinnati English and French Academy for Young Ladies.. Боротьба з рабством відійшла в ці роки на другий план, ймовірно, в тому числі внаслідок більш консервативних поглядів на це питання в Цинциннаті.
Ймовірно, під впливом сестри Анни, у грудні 1838 року Елізабет стає активною в єпископальній церкві Св. Павла. Через візит Вільяма Генрі Ченнінга в 1839 вона змінює погляди і відвідує унітарну церкву. Консервативне співтовариство Цинциннаті відреагувало негативно, і, як наслідок, Академія втратила безліч учениць і була закинута в 1842 році. Блеквелл почала давати приватні уроки.
Візит Ченнінга зародив у Блеквелл нові інтереси в галузі освіти і реформ. Вона працювала над інтелектуальним самовдосконаленням: вивчала мистецтво, відвідувала лекції, писала оповідання, брала участь в релігійних службах всіх конфесій (квакерів, милеритів, євреїв). На початку 1840-х вона почала висловлювати думки про права жінок у своїх щоденниках і листах, а також брала участь у політичній кампанії Гаррісона 1840 року.
У 1844 році за сприяння сестри Анни Блеквелл отримала викладацьку роботу з оплатою 400 доларів на рік у місті Гендерсон, штат Кентуккі. Хоча вона була задоволена своїми учнями, житло і школа її не влаштовували, крім того, вона вперше зіткнулася з реаліями рабства, і через півроку повернулася в Цинциннаті, вирішивши присвятити життя чомусь значущішому.

## Медична освіта
Вперше Блеквелл замислилась над тим, щоб здобути медичну освіту, після смерті її друга, який казав, що жінка може зробити процес лікування більш комфортним. Сама Блеквелл вважала жінок потенційно хорошими лікарками внаслідок їх материнських досвідів. На її рішення також вплинула тогочасна конотація до слів «жінка-лікар», яка фактично приписувала максимум досягнень жінок у медицинні здійсненню абортів. Крім того, для Блеквел було важливе самостійне проживання, незалежне від чоловіка і шлюбу (вона не була одружена).
Рішення вивчати медицину було зроблене до зіткнення з численними патріархальними бар'єрами на кар'єрному шляху лікарки, однак ці перепони лише зміцнилм її рішучість. У 1845 році Блеквелл вирішує здобути докторський ступінь з медицини, ще не знаючи, де і як оплачуватиме навчання.
Прагнення Блеквел підтримав священик, який був колишнім лікарем. Щоб зібрати 3000 доларів, вона з допомогою сестри влаштувалася викладати музику, паралельно знову відвідуючи аболіціоністські зустрічі.
Після переїзду до брата преподобного Діксона внаслідок закриття школи Діксона, знайшовши нову роботу, Блеквел розсилала листи про навчання в медичні школи, але не отримувала сприятливих відповідей. У 1847 році вона покинула Чарльстон, поставивши за мету вступити в будь-яку медичну школу в Філадельфії, просячи про це особисто. Тут вона бере уроки у доктора Вільяма-старшого, який навчався у Джонатана Аллена, і добивається зарахування в яку-небудь зі шкіл. Більшість лікарів радили Блеквелл або поїхати вчитися в Париж, або перевдягтися чоловіком, щоб отримати можливість навчатися, оскільки, по-перше, жінок вважали інтелектуально неповноцінними, а по-друге, якщо вона виявиться на висоті, їй не дадуть вчитися, боячись конкуренції. Зневірившись, Блеквелл звернулася в 12 «сільських шкіл», і в жовтні 1847 року її за щасливою випадковістю прийняли в Женевський медичний коледж США: декан відмовився приймати рішення особисто і виніс його на голосування серед 150 студентів з умовою, що одного голосу проти буде достатньо для відмови. Студенти ж вирішили, що це жарт, і проголосували за.
Вперше приїхавши в коледж з його незнайомими порядками і зовсім без за'язків, Блеквелл, однак, справила сильний вплив на групу; якщо раніше в лекційному залі був гомін, за яким лекцію ледве чули, тепер студенти сиділи і слухали тихо.
Доктор Джеймс Вебстер, викладач курсу анатомії, діставшись лекцій про розмноження, попросив Блеквелл віддалитися, стверджуючи, що це «занадто вульгарно для її тонкого розуму». Відповідь Блеквелл не тільки дозволила їй залишитися, але й підняла престиж «непристойних» лекцій. Блеквелл підтримували як викладачі, так і студенти, проте вона все ж випробувала на собі соціальну ізоляцію.
23 січня 1849 року Елізабет Блеквелл стала першою жінкою, яка здобула докторський ступінь із медицини у США. Місцева преса повідомила про закінчення її навчання прихильно, і декан, доктор Чарльз Лі, присвоюючи Блеквелл науковий ступінь, встав і вклонився їй. Тези її докторської роботи були пов'язані з тифом і засновані на власній клінічній практиці.
У квітні 1849 року Блеквелл вирішила продовжити навчання в Європі, відвідала кілька лікарень у Великій Британії і вирушила до Парижа. Як і в Америці, вона отримала безліч відмов через свою стать. У червні її прийняли в «лежачу» лікарню La Maternité за умови, що вважатиметься акушеркою, а не лікаркою. В кінці року Пол Дюбуа сказав, що вона буде кращою акушеркою в США, як серед жінок, так і серед чоловіків.
4 листопада 1849 року під час лікування дитини з офтальмією новонароджених Елізабет Блеквелл заразилася, внаслідок чого втратила зір на ліве око і, отже, будь-яку надію на кар'єру в хірургії. Після відновлення вона поступила в лікарню Святого Варфоломія в Лондоні в 1850 році, регулярно відвідувала лекції Джеймса Педжета. Там вона справила хороше враження, хоча зустрілася з опором, обходячи палати.
У 1851 році Блеквелл вирішила повернутися в США, де упередження проти жінок у медицині були не такі сильні, з метою відкрити власну практику.

## Лікарська кар'єра
Повернувшись у Нью-Йорк, Блеквелл відкрила власну практику. Зіткнувшись із неприємностями, вона все ж здобула певну підтримку ЗМІ, таких як New York Tribune. У неї було дуже мало пацієнтів через упередження щодо жінок-лікарок, ніби-то здатних тільки робити аборти. У 1852 році вона почала читати лекції і опублікувала The Laws of Life with Special Reference to the Physical Education of Girls, свою першу роботу з фізичного і психічного розвитку дівчаток. Трактат присвячувався підготовці молодих жінок до материнства.
У 1853 році Блеквелл створила невеликий диспансер поруч з Томпкінс-сквер. Вона найняла Марію Закревську, німкеню, що здобувала медичну освіту, і стала її наставницею. У 1857 році Закревська з Блеквел і її сестрою Емілі, що також здобула докторський ступінь з медицини, розширили диспансер до лікарні для незаможних жінок і дітей Нью-Йорка. Вони входили до складу опікунської ради, до складу Виконавчого комітету і були лікарками. Установа приймала амбулаторно і була навчальним центром медсестер. На другий рік потік пацієнток збільшився вдвічі.
З початком громадянської війни у США сестри Блеквелл допомагали пораненим. Елізабет гаряче співчувала Півночі, навіть казала, що залишила б країну, якщо б Північ пішла на компроміс у питанні рабства. Однак, сестри зустріли опір від United States Sanitary Commission: чоловіки-лікарі відмовилися допомагати з планом по освіті медсестер, якщо в ньому будуть брати участь Блеквелл. Втім, лікарня взяла участь у підготовці медсестер, співпрацюючи з Доротеєю Дікс.
Елізабет Блеквелл кілька разів їздила до Англії збирати кошти, аби створити там ще один лазарет. В 1858 році, згідно із законом про медицину, який визнав лікарів з іноземними ступенями, що практикували у Великій Британії до 1858 року, вона стала першою жінкою, чиє ім'я увійшло в General Medical council's medical register (1 січня 1859 р.). Крім того, Блеквелл стала наставницею Елізабет Гарретт Андерсон. До 1866 року майже 7000 пацієнтів проходили лікування в Нью-Йоркській лікарні, і Блеквелл було необхідно повернутися в США. Паралельний проєкт не був успішним, але в 1868 році в додаток до лазарету створено медичний коледж для жінок. У ньому практикувалися інноваційні ідеї Блеквелл про медичну освіту — чотирирічний період навчання з набагато ширшою клінічною підготовкою, ніж вимагалося раніше.
Між Емілі і Елізабет Блеквелл в цей період відбувся конфлікт через управління лікарнею і коледжем. Елізабет, відчуваючи себе дещо відстороненою від медичного жіночого руху США, поїхала в липні 1869 року в Англію з метою встановити медичну освіту для жінок і там.
І у 1874 році Блеквелл спільно з Софією Джекс-Блейк, що раніше вчилася у нью-йоркській лікарні, створила медичну школу для жінок в Лондоні (London School of Medicine for Women), головною метою якої була підготовка до здачі іспиту в Worshipful Society of Apothecaries. Блеквелл виступала категорично проти використання вівісекції в лабораторії школи.
Після створення школи Блеквелл обрана лекторкою з акушерства (з посади пішла в 1877 році, офіційно завершивши медичну кар'єру).
З 1869 року Блеквелл жила переважно на доходи від інвестицій в Америці, активно пишучи на теми соціальних реформ. У 1871 році вона заснувала National Health Society. Неодноразово подорожувала Англією, Францією, Вельсом, Швейцарією та Італією. Найбільш активна після відходу з медицини, у 1880—1895 роки, Блеквелл цікавилася багатьма реформаторськими рухами — моральною реформою, сексуальною чистотою, гігієною і медичною освітою, профілактичною медициною, санітарією, євгенікою, плануванням сім'ї, правами жінок, ассоціанізмом, християнським соціалізмом, медичною етикою, вступаючи в різні галузеві організації. Блеквелл мала за мету моральну досконалість за євангельським зразком: всі реформи об'єднувалися навколо цієї теми. Вона зробила великий внесок у створення двох утопічних громад, Starnthwaite і Hadleigh, у 1880 році.
Елізабет Блеквелл вважала, що християнська мораль повинна відігравати велику роль у наукових медичних дослідженнях і медична школа повинна вчити студентство цієї основної істини. За переконаннями того часу вона була антиматеріалісткою і не вірила в вівісекцію, щеплення, вакцини, мікробну теорію, віддаючи перевагу більш духовним методам лікування..
Елізабет Блеквелл вела масштабну у кампанію проти розпусти, проституції та тогочасних контрацептивів, рекомендуючи замість них метод циклу. Вона виступала проти Contagious Diseases Acts, стверджуючи, що це — псевдолегалізація проституції. У 1878 році Блеквелл написала Counsel Parents to on the Moral Education of their Children, есе про проституцію і шлюб, проти Contagious Diseases Acts. Блеквелл дотримувалась консервативних поглядів, за винятком того, що визнавала сексуальний потяг жінок і відповідальність обох сторін за контроль статевих пристрастей.